# 해링턴쥐
해링턴쥐(Desmomys harringtoni)는 쥐과에 속하는 설치류의 일종이다. 에티오피아에서만 발견된다. 자연 서식지는 아열대 또는 열대 기후 지역의 습윤 산지림과 습윤 관목 지대이다.

## 특징
보통 크기의 설치류로 꼬리 길이 122~135mm를 제외한 몸길이가 128~144mm이다. 발 길이는 27~29mm, 귀 길이는 17~18mm, 몸무게는 최대 77g이다. 털은 길고 부드럽다. 등 쪽은 갈색과 검은색을 띠고 옆구리는 좀더 밝은 색을 띠는 반면에 배 쪽은 희거나 회색빛이다. 핵형은 2n=52, FNa=72이다.

## 생태
야행성 동물이고, 부분적으로 나무 위에서 생활하는 수상성 동물이다. 덤불 속 풀 더미에 둥지를 만든다. 먹이는 풀 줄기와 잎이다. 12월에 둥지 속에 6마리의 새끼가 관찰된다.

## 분포 및 서식지
에티오피아 중부 고지대에 널리 분포한다. 해발 1,880m와 3,300m 사이의 덤불 지대와 습윤 산악 지대에서 서식한다. 농경지와 인근 숲에서도 발견된다.